# Jenaer Liederhandschrift

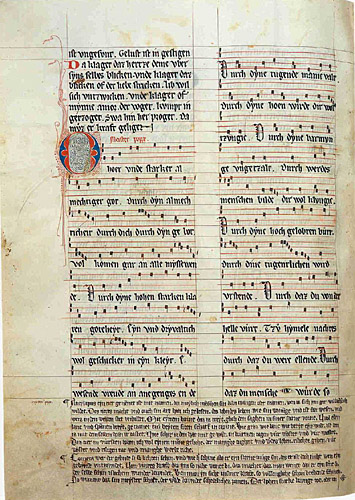
Seite der Jenaer Liederhandschrift

Die Jenaer Liederhandschrift ist die bedeutendste Sammlung mittelhochdeutscher Sangspruchdichtung, entstanden im ersten Drittel des 14. Jahrhunderts im nördlichen Mittel- oder in Norddeutschland. Sie wird heute in der Thüringer Universitäts- und Landesbibliothek (ThULB) Jena aufbewahrt (Signatur: Ms. El. f. 101). In der Germanistik werden der Kodex und sein Inhalt auch kurz mit der Sigle J bezeichnet.

## Beschreibung
Der repräsentative Kodex zeichnet sich aus durch bestes Pergament, ungewöhnlich großes Format (56 × 41 cm), sorgfältig vorbereiteten zweispaltigen Schriftspiegel, ungewöhnlich große und schöne Schrift, Fleuronné-Initialen sowie – in der zeitgenössischen Liedüberlieferung eine Ausnahme – durch Melodien in römischer Quadratnotation auf roten Notenlinien.

## Geschichte
Von den ursprünglich vielleicht 147 Blättern der Handschrift sind heute noch 133 erhalten. Der Hauptbestand (bis auf den Wizlaw-Nachtrag und weitere kleine Nachträge) wurde durchgehend von einem Schreiber in Schriftmitteldeutsch aufgezeichnet. Als möglicher Auftraggeber wurde der Askanier Rudolf I., Herzog von Sachsen-Wittenberg (1298–1356), vermutet. In Wittenberg jedenfalls befand sich die Handschrift, als sie – bereits nicht mehr vollständig – zwischen 1536 und 1541 in der Werkstatt des Buchbinders Wolfgang Schreiber einen Renaissance-Einband erhielt. Erstmals dokumentiert ist sie in drei der gegen 1536 begonnenen Kataloge der Wittenberger Schlossbibliothek (Bibliotheca Electoralis); frühere Spuren ihrer Verwahrgeschichte fehlen. Zusammen mit der übrigen Wittenberger Bibliotheca Electoralis gelangte die Liederhandschrift 1549 an ihren heutigen Aufbewahrungsort Jena. Die Bibliotheca Electoralis bildet den Gründungsbestand der heutigen ThULB Jena.

## Inhalt
Die Handschrift J sammelt in erster Linie Sangspruchdichtung des 13. und frühen 14. Jahrhunderts, daneben auch Beispiele für die große Prunkform des Leichs. Während Minnelieder fast völlig fehlen – bis auf einige aus der Feder des (fürstlichen?) Dichters Wizlaw III. von Rügen in einem Nachtrag – wird die gesamte thematische Vielfalt der Sangspruchdichtung wiedergegeben: geistliches Lob und Herrenlob, geistliche und weltliche Lehre, Kunstreflexion und Kunstpolemik, Zeitkritik, Heische und auch Scherzhaftes.
Die Anordnung der Sammlung folgt einem anderen Prinzip als die etwas älteren südwestdeutschen Liederhandschriften. Während dort Liedkorpora unter dem Namen ihres Dichters zusammengestellt sind, sind in der Jenaer Liederhandschrift – die als einzige auch an den Melodien interessiert ist – Form und Melodie der Strophe das Ordnungskriterium. Der Redaktor hat die Texte also nach Tonautoren und Tönen angeordnet und Strophen, die in übernommenen Tönen anderer Meister gedichtet sind, nach dem Ton, nicht nach dem Textautor eingeordnet.
Vorzugsweise sind jüngere mittel- und norddeutsche Autoren aufgenommen, die Sammlung greift aber zeitlich bis zu Spervogel zurück. Dieser ist neben Bruder Werner aber der einzige Sänger, der über die Mitte des 13. Jahrhunderts zurückreicht.

### Inhaltsübersicht
| - Anonymes geistliches Gedicht (Fragment) – 2r - Der Alte Stolle – 2r–7r - Der Hardegger (innerhalb des Stolle-Korpus) – 3r, 4v, 6v - Der Tugendhafte Schreiber – 7r–7v - Bruder Wernher – 7v–16v - Kelin – 16v–20v - Zilies von Seine (Zilies von Sayn) – 20v–21v - Meister Alexander (Der wilde Alexander) – 21v–28r - Rubin und Rüdeger / Meyster Rudinger – 28r–29r - Spervogel – 29r–30r - Höllefeuer – 30r–31r - Gervelin – 31r–31v - Fegfeuer – 34r–35v - Der Urenheimer – 35v–36v - Der Henneberger – 36v–38r - Der Guter (erster Teil) – 38r–39r | - Der Unverzagte – 39r–42r - Der Litschauer – 42r–42v - Der Tannhäuser: 'Das Bußlied' – 42v–43v - Meister Singauf (Singûf) – 43v–44v - Der Guter (zweiter Teil) – 44v–45r - Reinolt von der Lippe – 45r–46v - Der Goldener – 46v–47r - Rumelant von Sachsen – 47v–62v, 104v - Rumelant von Schwaben – 62v–63r - Friedrich von Sonnenburg – 63v–72v - Wizlav von Rügen (Wizlaw III. (Rügen)) – 72v–80v - Der Meißner (Der Junge Meißner) – 81r–101r - Konrad von Würzburg – 101r–102v - Heinrich von Meißen (Frauenlob) – 103r–111v - Boppe – 111va–113vb - Hermann Damen – 113v–123v - Der Wartburgkrieg – 123v–136v |

## Faksimile
1901 wurde die Jenaer Liederhandschrift von den Musikwissenschaftlern der Universität Leipzig, Georg Holz, Franz Saran und Eduard Bernoulli, in moderner Notenschrift veröffentlicht. Ein Faksimile als schwarz-weiß Lichtdruck in Originalgröße erschien 1896 in Jena in einer Auflage von 140 Exemplaren (Die Jenaer Liederhandschrift der Universität Jena, Jena 1896; verkleinert wiederverwendet bei Tervooren / Müller, s. u.). 2007 wurde die Jenaer Liederhandschrift in der Thüringer Universitäts- und Landesbibliothek Jena (ThULB) umfassend restauriert und bei dieser Gelegenheit hochauflösend digitalisiert.